# ロテプレドノール
ロテプレドノール（英: loteprednol）は、そのエステルであるエタボン酸ロテプレドノール（ロテプレドノールエタボナート、英: loteprednol etabonate）の形で、眼の炎症の治療に用いられる副腎皮質ホルモンである。ボシュロムからLotemax、Loterexの名称で販売されている。
特許は1980年に取得され、1998年に医療用途で承認された。

## 医学的用途
ロテプレドノールは、眼の手術後の炎症の低減、ドライアイ、季節性アレルギー性結膜炎などに利用される。

## 禁忌
副腎皮質ホルモンは免疫抑制作用があるため、ロテプレドノールは、ウイルス、真菌、マイコバクテリウムによる眼の感染症の患者に対しては禁忌である。

## 有害作用
ゲル製剤による治療が行われた患者で一般的な有害作用は、前房の炎症（5%）、眼痛（2%）、異物感（2%）である。

## 相互作用
ロテプレドノールの長期（10日以上）の使用は眼圧の上昇を引き起こすため、緑内障の治療の妨げとなる可能性がある。薬剤は点眼後、非常にゆっくりと血中に吸収されるため血中濃度は極めて低い濃度に限定され、経口など点眼以外の経路で摂取した薬剤との相互作用の可能性は極めて低い。

## 薬理

### 薬物動態
エタボン酸ロテプレドノールとその不活性代謝産物であるΔ1-コルチエン酸およびΔ1-コルチエン酸エタボナートは、経口投与後した場合でも血流中に検出されない。ロテプレドノール点眼薬を42日間にわたって投与した患者を対象とした研究では、臨床的意義のあるレベルで薬物が血流に到達したことを示す、副腎皮質機能抑制は認められなかった。
動物研究では、ステロイドホルモン受容体に対する親和性はデキサメタゾンの4.3倍であった。

### レトロメタボリックドラッグデザイン
エタボン酸ロテプレドノールは、レトロメタボリックドラッグデザインによって開発された。いわゆる「ソフトドラッグ」であり、不活性な物質へ代謝されるようデザインされている。代謝産物はΔ1-コルチエン酸とそのエタボン酸塩であり、これらはヒドロコルチゾンの不活性代謝産物であるコルチエン酸の誘導体である。

天然に産生される副腎皮質ホルモンであるコルチゾール。医薬品として利用される場合にはヒドロコルチゾンと呼ばれる。
ロテプレドノールの不活性代謝産物であるΔ1-コルチエン酸
ヒドロコルチゾンの不活性代謝産物であるコルチエン酸

## 化学

エタボン酸ロテプレドノール

エタボン酸ロテプレドノールはロテプレドノールとエタボン酸（エチル炭酸）のエステルである。純粋な化合物の融点は 220.5 °C (428.9 °F) から 223.5 °C (434.3 °F) の間である。水への溶解度は1:2,000,000であり、そのため眼科用には軟膏、ゲルまたは懸濁液の形で製剤される。

ロテプレドノールは副腎皮質ホルモンの一種である。ヒドロコルチゾンのような古典的な副腎皮質ホルモンのケトン側鎖は、切断可能なエステルに置き換えられており、これが迅速な不活性化の理由となっている。

ヒドロコルチゾール

## 関連文献
- “Double-masked, placebo-controlled evaluation of loteprednol etabonate 0.5% for postoperative inflammation. Loteprednol Etabonate Post-operative Inflammation Study Group 1”. Journal of Cataract and Refractive Surgery 24 (11):  1480–9. (November 1998). doi:10.1016/s0886-3350(98)80170-3. PMID 9818338.